# OFK Bečej 1918
Omladinski Fudbalski Klub Bečej 1918 (serb.: Омладински Фудбалски Kлуб Бечеј 1918) – serbski klub piłkarski z siedzibą w Bečeju (w okręgu południowobackim, w Wojwodinie). Został utworzony w 1918 roku, jako FK Bečej. Obecnie występuje w Srpskiej lidze (3. poziom serbskich rozgrywek piłkarskich), w grupie Vojvodina. Od 2013 roku klub występuje w rozgrywkach jako OFK Bečej 1918, wcześniej w latach 1918–2013 występował w rozgrywkach jako FK Bečej. Nazwa Omladinski Fudbalski Klub po polsku oznacza "Młodzieżowy Piłkarski Klub". 

## Historia
W czasach Socjalistycznej Federacyjnej Republiki Jugosławii najwyższym poziomem rozgrywek piłkarskich w których "FK Bečej" występował to rozgrywki Drugiej ligi SFR Јugoslavije, gdzie klub występował 1 sezon: 1991/92 (mistrzostwo ligi i awans do Prvej ligi SR Јugoslavije).
W czasach Federalnej Republiki Jugosławii "FK Bečej" 6 sezonów występował w rozgrywkach Prvej ligi SR Јugoslavije: sezony 1992/93-1997/98 oraz 6 sezonów w rozgrywkach Drugiej ligi SR Јugoslavije: sezony 1998/99-2003/04. 
W 2013 roku FK Bečej z powodu kłopotów finansowych zbankrutował i od sezonu 2013/14 klub rozpoczął występy w rozgrywkach od najniższego poziomu serbskich rozgrywek piłkarskich jako OFK Bečej 1918.

## Stadion
Klub rozgrywa swoje mecze domowe na stadionie Gradski stadion kraj Tise w Bečeju, który może pomieścić 2.300 widzów.

## Sezony
| Sezon                          | Liga                                                  | Poziom | Miejsce |
| Federalna Republika Jugosławii |                                                       |        |         |
| 1999/00                        | Druga liga SR Јugoslavije – Grupa Sjever (Północ)     | II     | 13      |
| 2000/01                        | Druga liga SR Јugoslavije – Grupa Sjever (Północ)     | II     | 15      |
| 2001/02                        | Druga liga SR Јugoslavije – Grupa Sjever (Północ)     | II     | 7       |
| 2002/03                        | Druga liga SR Јugoslavije – Grupa Sjever (Północ)     | II     | 9       |
| Serbia i Czarnogóra            |                                                       |        |         |
| 2003/04                        | Druga liga Srbije i Crne Gore – Grupa Sjever (Północ) | II     | 10      |
| 2004/05                        | Srpska liga (Grupa Vojvodina)                         | III    | 7       |
| 2005/06                        | Srpska liga (Grupa Vojvodina)                         | III    | 2       |
| Serbia                         |                                                       |        |         |
| 2006/07                        | Srpska liga (Grupa Vojvodina)                         | III    | 16      |
| 2007/08                        | Zonska liga (Vojvodinska liga Zapad)                  | IV     | 8       |
| 2008/09                        | PFL Novi Sad                                          | V      | 11      |
| 2009/10                        | PFL Novi Sad                                          | V      | 9       |
| 2010/11                        | PFL Novi Sad                                          | V      | 16      |
| 2011/12                        | Međuopštinska liga Srbobran-Vrbas-Bečej               | VI     | 5       |
| 2012/13                        | Međuopštinska liga Srbobran-Vrbas-Bečej               | VI     | 1 *     |
| 2013/14                        | Međuopštinska liga Vrbas-Titel-Zabalj                 | VI     | 5       |
| 2014/15                        | PFL Novi Sad                                          | V      | 1       |
| 2015/16                        | Zonska liga (Bačka zona)                              | IV     | 3       |
| 2016/17                        | Zonska liga (Vojvodinska liga Sjever)                 | IV     | 1       |
| 2017/18                        | Srpska liga (Grupa Vojvodina)                         | III    | 1       |
| 2018/19                        | Prva liga Srbije                                      | II     | 13      |
| 2019/20                        | Srpska liga (Grupa Vojvodina)                         | III    | 8 **    |
| 2020/21                        | Srpska liga (Grupa Vojvodina)                         | III    | ?       |

 * W 2013 roku FK Bečej z powodu kłopotów finansowych zbankrutował i od sezonu 2013/14 klub rozpoczął występy w rozgrywkach od najniższego poziomu serbskich rozgrywek piłkarskich jako OFK Bečej 1918.
 ** Z powodu sytuacji epidemicznej związanej z koronawirusem COVID-19 rozgrywki sezonu 2019/2020 zostały zakończone po rozegraniu 17 kolejek.

## Sukcesy

### jako FK Bečej
- 4. miejsce Prvej ligi SR Јugoslavije (2x): 1995 (start w Pucharze Intertoto) i 1996 (start w Pucharze UEFA).
- mistrzostwo Drugiej ligi SFR Јugoslavije (1x): 1992 (awans do Prvej ligi SR Јugoslavije).
- mistrzostwo Međurepubličkiej ligi – Grupa Sjever (III liga) (1x): 1991 (awans do Drugiej ligi SFR Јugoslavije).
- mistrzostwo Republičkiej ligi – Grupa Vojvodina (IV liga) (1x): 1989 (awans do Trećej ligi SFR Јugoslavije).
- wicemistrzostwo Međurepubličkiej ligi – Grupa Sjever (III liga) (1x): 1990.

### jako OFK Bečej 1918
- mistrzostwo Srpskiej ligi – Grupa Vojvodina (III liga) (1x): 2018 (awans do Prvej ligi Srbije).
- mistrzostwo Zonskiej ligi – Grupa Vojvodinska liga Sjever (IV liga) (1x): 2017 (awans do Srpskiej ligi).
- mistrzostwo Područnej fudbalskiej ligi – Grupa Novi Sad (V liga) (1x): 2015 (awans do Zonskiej ligi).

## Europejskie puchary
Legenda do wszystkich tabel:
- Q – runda eliminacyjna, 1/16, 1/8, 1/4, 1/2 – odpowiednia faza rozgrywek, Grupa – runda grupowa, 1r gr – pierwsza runda grupowa, 2r gr – druga runda grupowa, F – finał, R – runda, PO – play-off
- k. – rzuty karne, los. – losowanie, Dogr. – dogrywka, w. – zasada bramek strzelonych na wyjeździe

| Sezon   | Rozgrywki        | Runda   | Przeciwnik      | Dom | Wyjazd | Ogólnie    |
| ------- | ---------------- | ------- | --------------- | --- | ------ | ---------- |
| 1995    | Puchar Intertoto | Grupa 8 | Farul Konstanca | 1–2 |        | 4. miejsce |
| 1995    | Puchar Intertoto | Grupa 8 | AS Cannes       |     | 0–1    | 4. miejsce |
| 1995    | Puchar Intertoto | Grupa 8 | Dniapro Mohylew |     | 1–2    | 4. miejsce |
| 1995    | Puchar Intertoto | Grupa 8 | Pogoń Szczecin  | 2–1 |        | 4. miejsce |
| 1996/97 | Puchar UEFA      | 1Q      | ND Mura 05      | 0–0 | 0–2    | 0–2        |